# Гавриш Анатолій Павлович
Гавриш Анатолій Павлович ― український вчений, доктор технічних наук, заслужений діяч науки і техніки України, лауреат Державної премії України, відомий в Україні та за її межами вчений у галузі технології машинобудування. 

## Біографічні відомості
Народився в Одесі. У 1936 р. разом з батьками переїхав до Києва, де в 1950 р. із золотою медаллю закінчив школу і вступив на механічний факультет Київського політехнічного інституту.
У 1955 р. після закінчення КПІ й отримання диплома інженера-механіка працював технологом на "Уралмашзаводі".
1957–1959 рр. – на заводі "Арсенал" на посадах конструктора, заступника головного конструктора систем оборонного призначення.
1959–1961 рр. навчався в аспірантурі КПІ.
1961–1979 р. працював у НВО "Маяк" на посадах начальника лабораторії, сектора, відділу, головного технолога, начальника технологічного відділення.
З 1974 р. за сумісництвом очолював базовий технологічний відділ 8-го Головного управління Міністерства оборонної промисловості СРСР.

## Наукова та викладацька діяльність
У 1967 р. А. П. Гавриш захистив кандидатську.
В 1974 р. захистив докторську дисертації.
1975–1979 рр. за сумісництвом працював на посаді штатного професора КПІ.
1979–1999 рр. очолював кафедру технології машинобудування.
1999–2009 рр. обіймав посаду професора кафедри ТМ, а з 2012 р. до 2015 р. працював у Видавничо-поліграфічний інститут Національний технічний університет України «Київський політехнічний інститут імені Ігоря Сікорського» провідним науковим співробітником.

## Творчий доробок
За результатами досліджень опубліковано близько 34 монографій, 4 підручників і 2 навчальних посібників, понад 360 статей та 300 авторських свідоцтв і патентів на винаходи. Під керівництвом А.П. Гавриша було підготовано 25 докторів та 55 кандидатів технічних наук, у т.ч. 5 для зарубіжних країн.
Діяльність А.П. Гавриша мала широке суспільне визнання. Він був заслуженим професором НТУУ "КПІ" (1998 р.), почесним професором НТУ "ХПІ", заслуженим професором Донбаської державної машинобудівної академії, почесним професором Житомирського державного технологічного університету тощо. У 1989 р. професору А. П. Гавришу було присвоєно почесне звання "Заслужений діяч науки і техніки України". У 1996 р. йому була присуджена Державна премія України в галузі науки і техніки. Професор А. П. Гавриш був нагороджений трьома медалями та довічною Державною стипендією Президента України.
Професором А. П. Гавришем було засновано наукову школу «Технологічне забезпечення видавничо-поліграфічного виробництва, техніки, процесів і систем репродукування», що діє і до нині в стінах Видавничо-поліграфічний інститут КПІ ім. Ігоря Сікорського під керівництвом професора П. О. Киричка.

## Нагороди та відзнаки
- «Державна премія України в галузі науки і техніки»
- «Заслужений діяч науки і техніки України»

## Інтернет-ресурси
Інформація про А. П. Гавриша:
- [https://kpi.ua/1203-4 Інформація про Гавриша Анатолія Павловича на сайті КПІ ім. Ігоря Сікорського]
- [https://esu.com.ua/search_articles.php?id=28057 Гавриш Анатолій Павлович. Енциклопедія сучасної України]
- [https://kpi.ua/gavrish-foto Гавриш Анатолій Павлович - заслужений професор НТУУ "КПІ". Статті 15 номера "Київського політехніку" за 2014 рік]